# Стерке, Марие
Марие Боргхильд Стерке (дат. Marie Borghild Stærke, род. 31 августа 1979, Копенгаген, Дания) — датский государственный и политический деятель. Заместитель председателя Социал-демократической партии с 13 ноября 2020 года. Действующий бургомистр коммуны Кёге с 1 января 2018 года, также была бургомистром Кёге в 2007—2013 гг.

## Биография
Родилась 31 августа 1979 года в Копенгагене.
В 2016 году окончила Копенгагенский университет. Получила степень бакалавра по истории.
Была председателем отделения молодёжной организации Социал-демократической партии в Кёге.
Марие Стерке была избрана в муниципальный совет Кёге в 2001 году, занимала различные должности в совете. 16 января 2007 года на внеочередном общем собрании избрана бургомистром Кёге, после смерти предшественника Торбена Хансена. На тот момент являлась самой молодой женщиной-бургомистром за всю историю страны.
13 ноября 2020 года стала одним из двух заместителей председателя Социал-демократической партии, сменила Франка Йенсена, мэра Копенгагена, который подал в отставку после скандала с сексуальными домогательствами.
Замужем с 2007 года за Йеспером Хессельбергом Андерсеном (Jesper Hesselberg Andersen), председателем отделения Социал-демократической партии, имеет двоих детей (род. 2011 и 2014).